# Naga (rock-opera)
Naga – pierwsza polska rock opera nagrana przez grupę Niebiesko-Czarni w 1971. Autorem piosenek i libretta był Grzegorz Walczak. Muzykę skomponowali członkowie Niebiesko-Czarnych (Janusz Popławski, Zbigniew Podgajny, Wojciech Korda) oraz Zbigniew Namysłowski, Mateusz Święcicki, Janusz Koman i Andrzej Zieliński. Tematem Nagiej jest „poszukiwanie prawdy i egzystencjalnego wyboru sposobu życia” (M. Święcicki – tekst na okładce płyty).
Płyty z muzyką (dwa LP) zostały wydane w 1972 przez Polskie Nagrania „Muza” (w wersji mono- i stereofonicznej), na scenie natomiast rock operę wystawił Teatr Muzyczny w Gdyni w 1973 z udziałem Niebiesko-Czarnych i Stana Borysa.

## Muzycy
- Ada Rusowicz – śpiew
- Wojciech Korda – śpiew
- Stan Borys – śpiew (gościnnie)
- Zbigniew Podgajny – fortepian, organy Hammonda
- Janusz Popławski – gitara
- Andrzej Pawlik – gitara basowa
- Wiesław Żakowicz – saksofon altowy, saksofon tenorowy
- Andrzej Nebeski – perkusja
- Marek Ślazyk – perkusja

oraz
- Zbigniew Namysłowski – saksofon
- Zespół instrumentalny pod kier. Z. Namysłowskiego

## Lista utworów
Strona A
| 1. | „Uwertura” (muz. Zbigniew Namysłowski)                                                                          |  |
|    | |  |
| 2. | „Wyspa ślepych ptaków” śpiew – Wojciech Korda, Adrianna Rusowicz (muz. Janusz Popławski – sł. Grzegorz Walczak) |  |
|    | |  |
| 3. | „Naga” śpiew – Wojciech Korda (muz. Wojciech Korda – sł. Grzegorz Walczak)                                      |  |
|    | |  |
| 4. | „O nagiej prawdzie słuchaj pieśni” śpiew – Wojciech Korda (muz. Janusz Popławski – sł. Grzegorz Walczak)        |  |
|    | |  |
| 5. | „Ślepcy” śpiew – Adrianna Rusowicz (muz. Zbigniew Podgajny – sł. Grzegorz Walczak)                              |  |
|    | |  |
Strona B
| 6.  | „Widziałem Go” śpiew – Wojciech Korda (muz. Zbigniew Podgajny – sł. Grzegorz Walczak)                                                 |  |
|     | |  |
| 7.  | „Narodził się nam nowy Bóg” śpiew – Wojciech Korda, Adrianna Rusowicz (muz. Wojciech Korda, Zbigniew Podgajny – sł. Grzegorz Walczak) |  |
|     | |  |
| 8.  | „Song przeciwieństw” śpiew – Stan Borys (muz. Zbigniew Podgajny – sł. Grzegorz Walczak)                                               |  |
|     | |  |
| 9.  | „Na pagórkach ciszy” śpiew – Wojciech Korda (muz. Wojciech Korda – sł. Grzegorz Walczak)                                              |  |
|     | |  |
| 10. | „Ziemi puls” śpiew – Adrianna Rusowicz (muz. Janusz Koman – sł. Grzegorz Walczak)                                                     |  |
|     | |  |
| 11. | „Czekałam na ciebie tysiąc lat” śpiew – Adrianna Rusowicz (muz. Janusz Popławski – sł. Grzegorz Walczak)                              |  |
|     | |  |
| 12. | „Ogród pełen róż” śpiew – Stan Borys (muz. Zbigniew Namysłowski – sł. Grzegorz Walczak)                                               |  |
|     | |  |

## Muzycy
- Ada Rusowicz – śpiew
- Wojciech Korda – śpiew
- Stan Borys – śpiew (gościnnie)
- Zbigniew Podgajny – organy Hammonda
- Janusz Popławski – gitara
- Andrzej Pawlik – gitara basowa
- Wiesław Żakowicz – saksofon altowy, saksofon tenorowy
- Andrzej Nebeski – perkusja

oraz
- Zbigniew Namysłowski – flet
- Józef Gawrych – perkusja, kongi

## Lista utworów
Strona A
| 1. | „Galernicy stuleci” śpiew – Stan Borys, Wojciech Korda, Adrianna Rusowicz (muz. Mateusz Święcicki – sł. Grzegorz Walczak) |  |
|    | |  |
| 2. | „Opowiesz nam mały boy” śpiew – Adrianna Rusowicz (nuz. Wojciech Korda – Grzegorz Walczak)                                |  |
|    | |  |
| 3. | „Zgubiłem swoją duszę” śpiew – Stan Borys (muz. Zbigniew Podgajny – Grzegorz Walczak)                                     |  |
|    | |  |
| 4. | „Tańcz wolna wyspo” śpiew – Wojciech Korda, Adrianna Rusowicz (muz. Janusz Popławski – Grzegorz Walczak)                  |  |
|    | |  |
| 5. | „Nieznany ląd” śpiew – Adrianna Rusowicz (muz. Zbigniew Podgajny – sł. Grzegorz Walczak)                                  |  |
|    | |  |
Strona B
| 6.  | „Labiryntu mrok” śpiew – Wojciech Korda, Adrianna Rusowicz (muz. Wojciech Korda – sł. Grzegorz Walczak) |  |
|     | |  |
| 7.  | „Dobrzy ludzie” śpiew – Adrianna Rusowicz (muz. Zbigniew Podgajny – sł. Grzegorz Walczak)               |  |
|     | |  |
| 8.  | „Wyspa umarłych okrętów” śpiew – Wojciech Korda (muz. Wojciech Korda – Grzegorz Walczak)                |  |
|     | |  |
| 9.  | „Pieśń zegarów” śpiew – Wojciech Korda, Adrianna Rusowicz (muz. Zbigniew Podgajny – Grzegorz Walczak)   |  |
|     | |  |
| 10. | „Opowieść o nieodkrytej wyspie” śpiew – Adrianna Rusowicz (muz. Andrzej Zieliński – Grzegorz Walczak)   |  |
|     | |  |

## Informacje uzupełniające
- Reżyser nagrań – Janusz Urbański
- Operator dźwięku – Krystyna Urbańska
- Projekt graficzny okładki – Marek Karewicz
- Tekst (recenzja) na okładce – Jerzy A. Schoen (I), Mateusz Święcicki (II)